# Hoplolabis mannheimsi
Hoplolabis mannheimsi là một loài ruồi trong họ Limoniidae. Chúng phân bố ở miền Cổ bắc.